# Detunda
Detunda là một chi bướm đêm thuộc họ Geometridae.